# Preikestolen

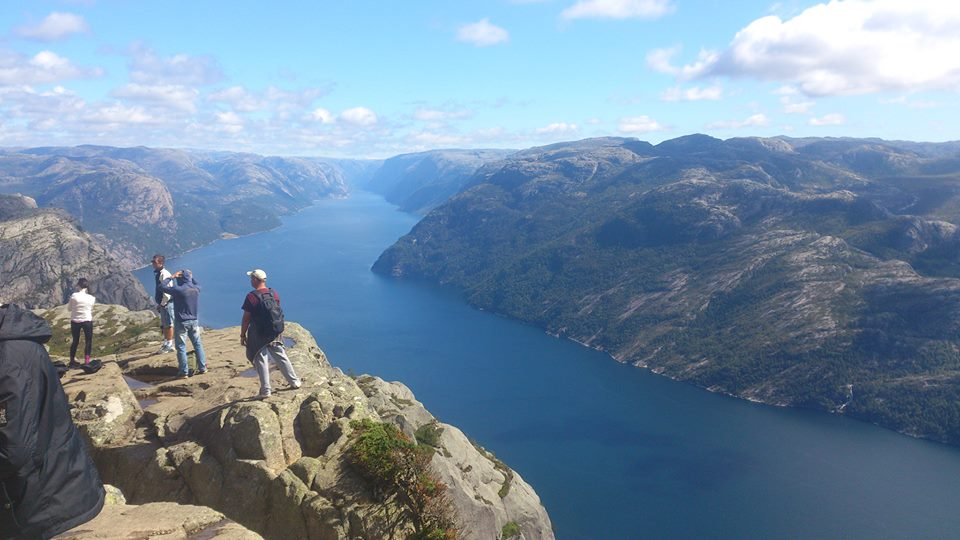
Widok z Preikestolen

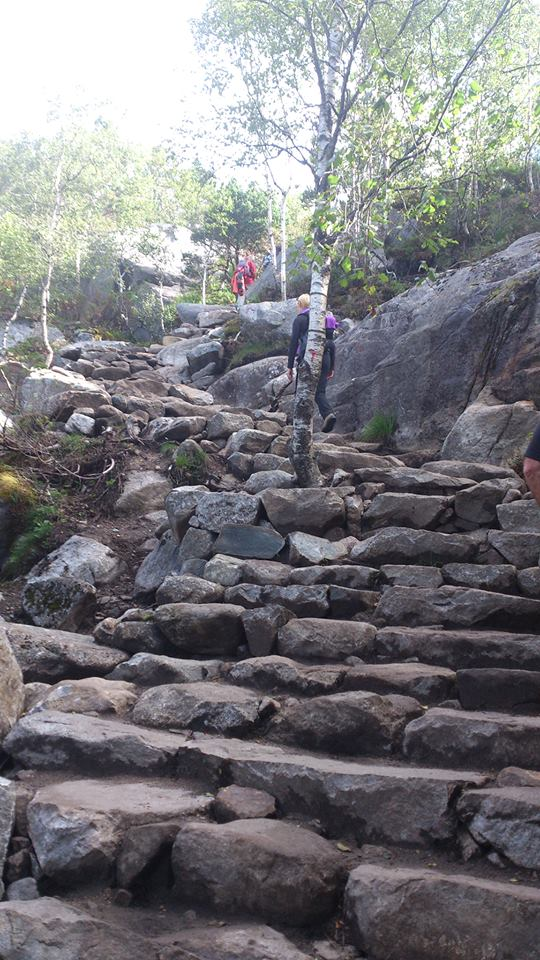
Droga na preikestolen

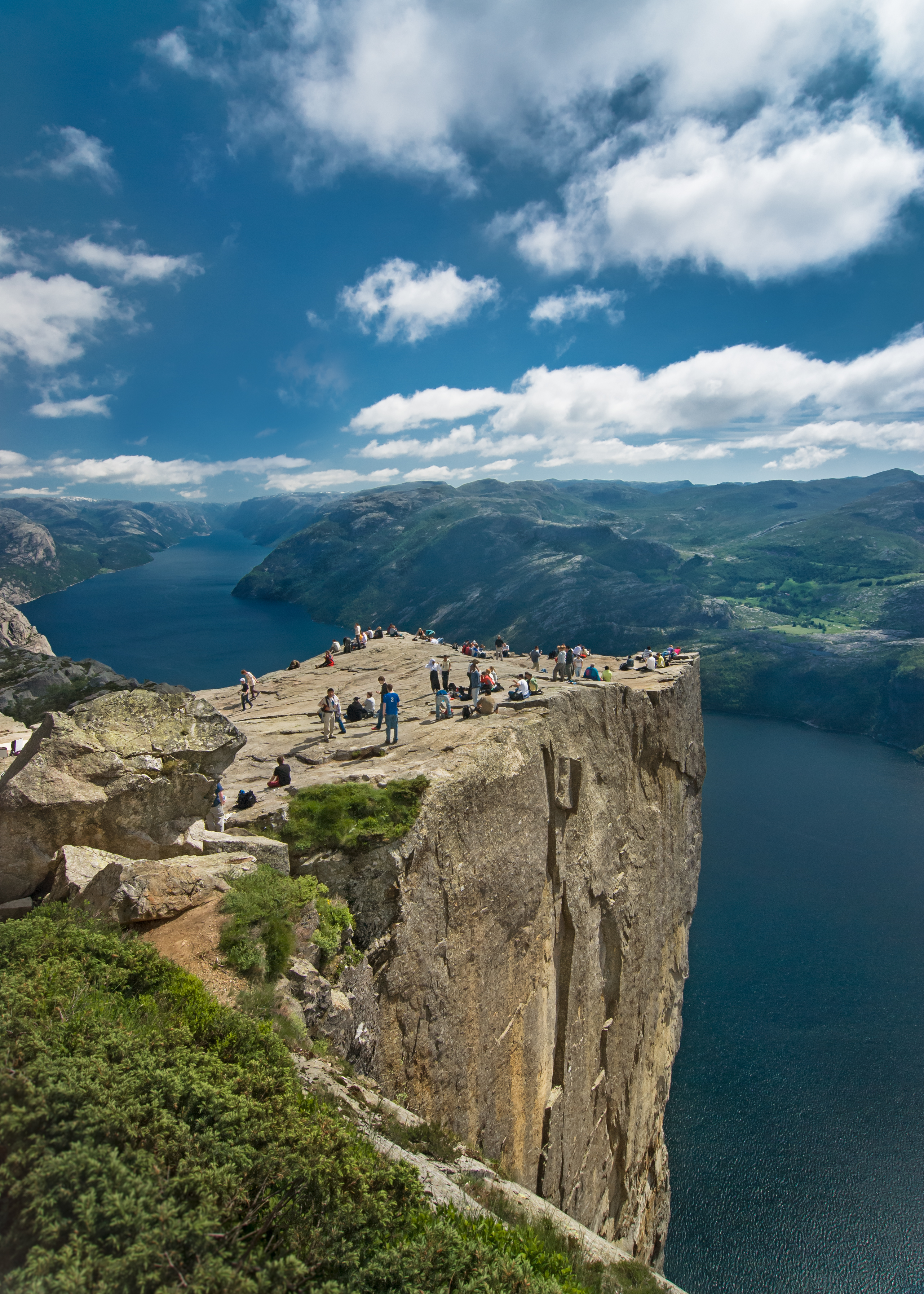
Preikestolen oraz Lysefjord

Preikestolen lub Prekestolen, w lokalnej tradycji Hyvlatonnå (dosł. ambona) – klif w Norwegii o wysokości 604 m, położony nad Lysefjordem, w rejonie Ryfylke. Płaska powierzchnia wierzchołka o wymiarach 25 na 25 metrów jest jedną z największych atrakcji turystycznych tego kraju. Powstała najprawdopodobniej ok. 10 tysięcy lat temu w wyniku pęknięcia skał pod wpływem mrozu. Po drugiej stronie Lysefjordu znajduje się wierzchołek Kjerag, który jest również bardzo chętnie odwiedzany przez turystów.

## Pochodzenie nazwy
W lokalnej tradycji mieszkańcy nazywają wypiętrzoną skałę „Hyvlatonnå”, co w tłumaczeniu oznacza ambonę. Nazwa jest odzwierciedleniem wyglądu i umiejscowienia skały, której płaski wierzchołek przypomina mównicę, ambonę, na której licznie zbierają się turyści.
Bezpośrednio na szczyt wiedzie pagórkowata droga o różnicy poziomów 350 m i długości 3,8 km. Piesza wycieczka zajmuje w obie strony ok. 3-4 godzin. U podnóża szczytu znajdują się parking i budynki, w tym jeden należący Norweskiego Towarzystwa Turystyki Górskiej (Den Norske Turistforening). Najszybciej można dostać się tu promem i samochodem z pobliskiego miasta Stavanger (ok. 0,5 h drogi).

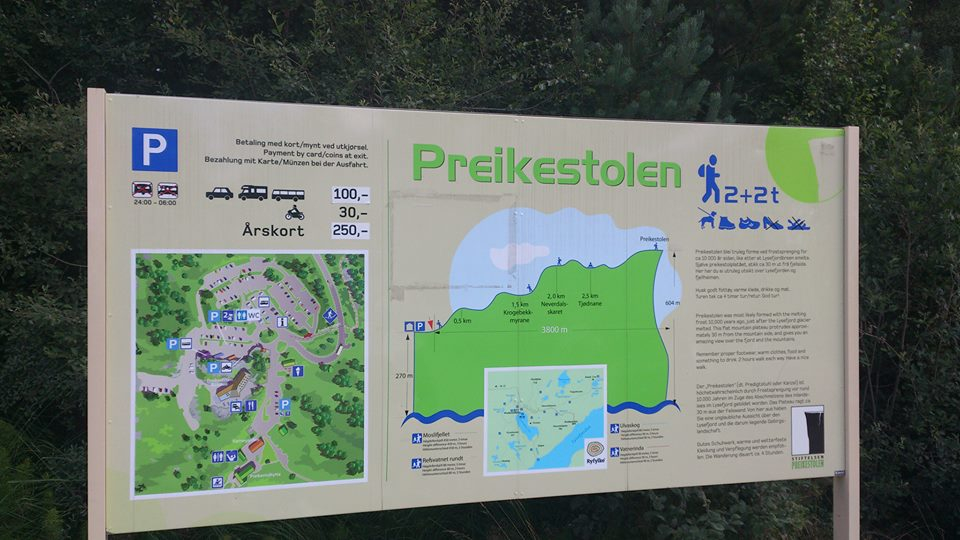
Tablica informacyjna preikestolen

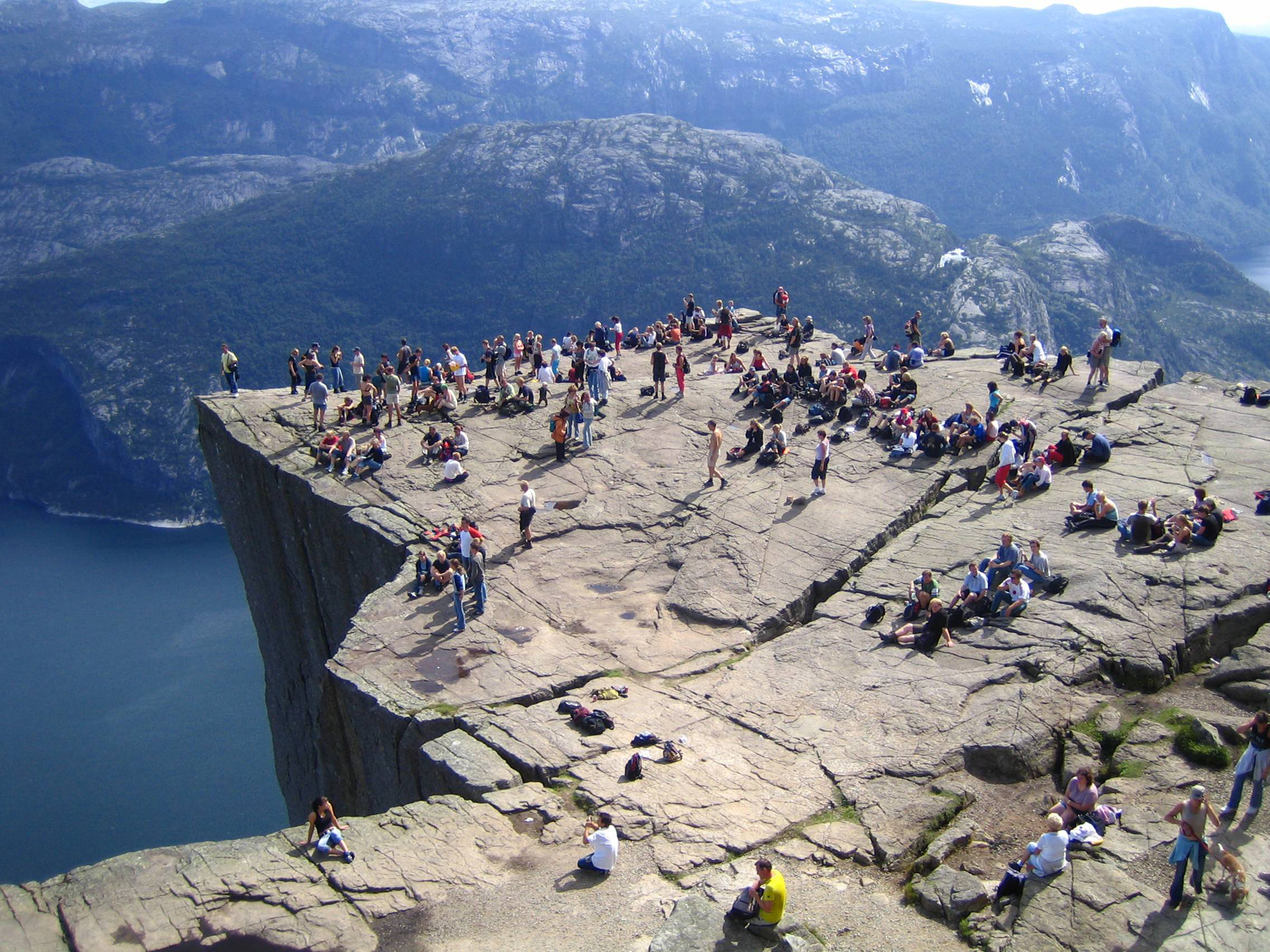
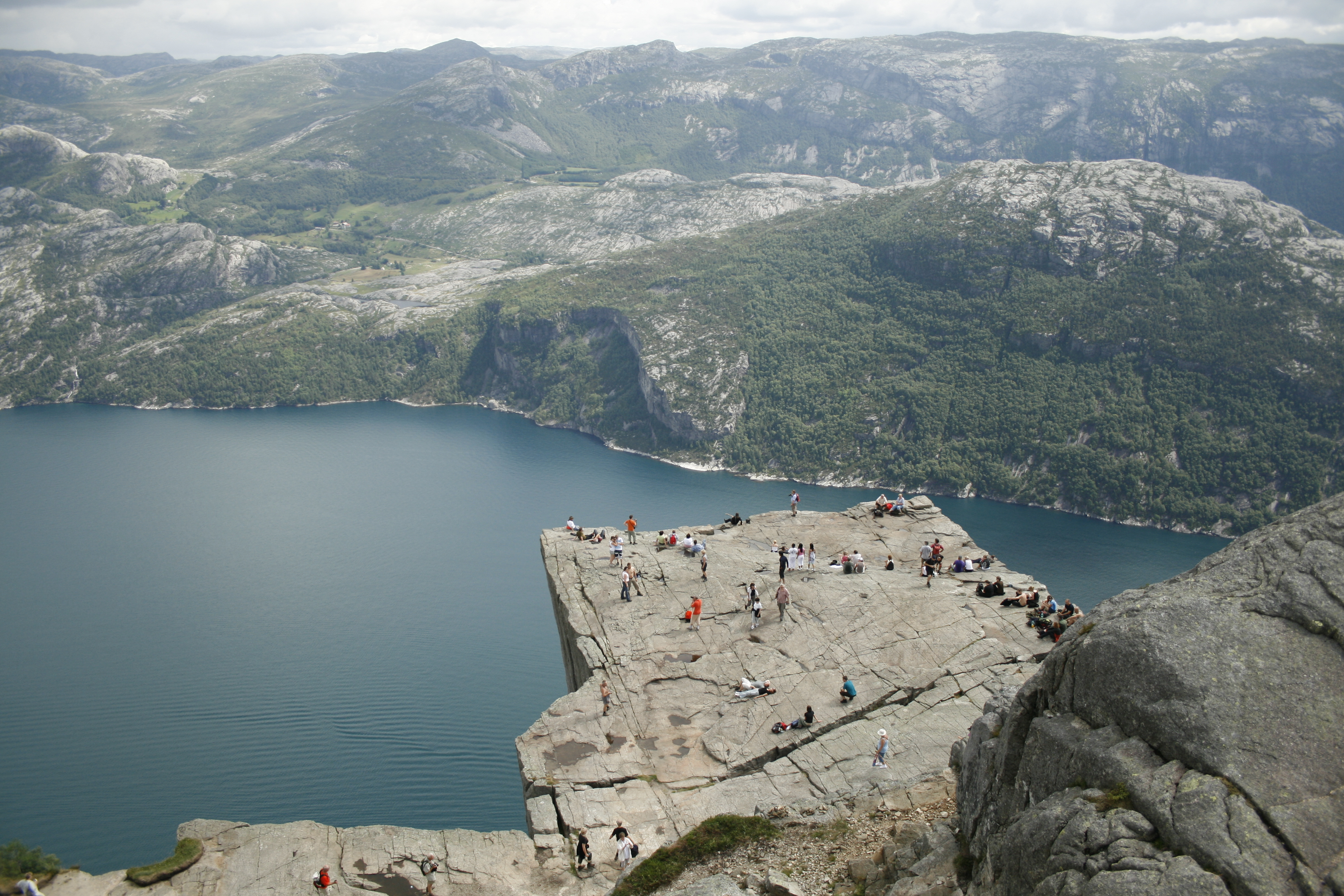
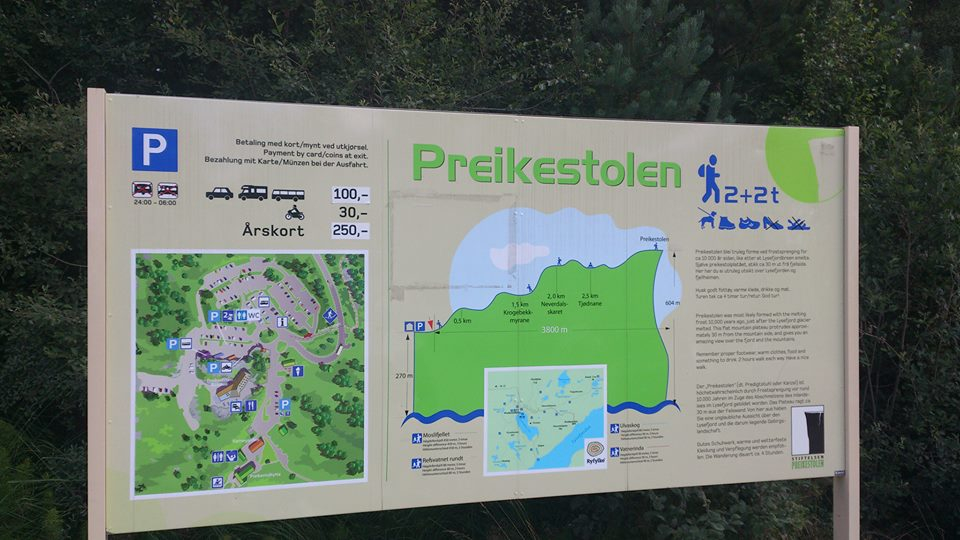
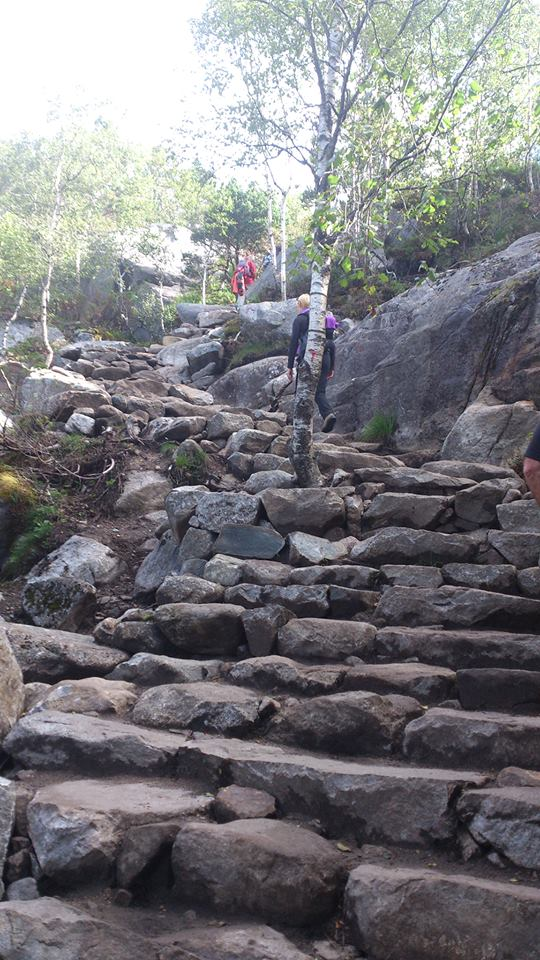